# Улица Дмитрия Донского (Калининград)
 У́лица Дми́трия Донско́го  — улица в Центральном районе Калининграда (до 2009 года — в Октябрьском районе).
Названа в честь Дмитрия I Ивановича. До 1946 года называлась Альте Пиллауер Ландштрассе.
Улица начинается от проспекта Мира и Театральной улицы, и заканчивается переходом в проспект Победы на пересечении с Каштановой аллеей.

## Объекты на улице
- Донского 1. Правительство Калининградской области (здание бывшего Финансового управления Восточной Пруссии 1928 года постройки, архитектор Фридрих Ларс)
- Донского 2. Стадион Балтика (главный вход с проспекта Мира)
- Донского 3. Медико-санитарная часть МВД (основное здание спроектировано архитектором Гансом Герлахом и построено в 1928 году, пристроенное — в 1986)
- Донского 5. Институт «Атлант Ниро» (архитектор Ганс Герлах).
- Донского 7а. Калининградская областная таможня (архитектор Ганс Герлах).
- Донского 7. МАРИНПО.
- Донского 23. Детская областная больница (до Второй мировой войны — психиатрическая больница 1914 года постройки[1])
- Донского 35А. Отделение посольства Белоруссии в России.
- Донского 45. Одно из зданий Центрального районного суда Калининграда (бывшее здание Октябрьского районного суда). Не функционирует с 16 ноября 2015 года[2].

- Центральный парк культуры и отдыха (бывший парк имени М. И. Калинина, главный вход с проспекта Победы)